# Economia de la República del Vietnam del Sud
L'economia de la República del Vietnam del Sud es fonamenta en el desenvolupament del mercat i és oberta. L'economia d'aquest país va ser relativament lliure entre 1963 a 1973. No obstant això, el desenvolupament econòmic estava principalment impulsat per plans econòmics quinquennals o plans econòmics de quatre anys. La seva economia va romandre estable durant aquests deu anys, després va passar per dificultats a causa de la guerra la qual cosa va conduir a un procés de creixement inestable, dèficits elevats en el pressupost, una elevada inflació i dèficits en la balança comercial. El govern del Vietnam del Sud va haver implementar dues reformes agràries.

## Etapes de creixement
Període previ a 1965

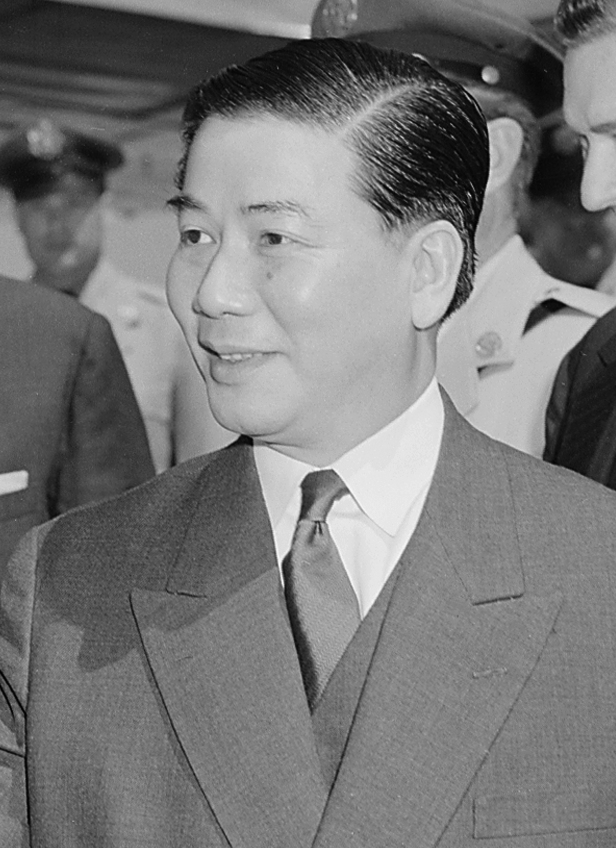
Ngo Dinh Diem

Amb anterioritat a 1965 l'economia del Vietnam del Sud va experimentar un ràpid creixement del producte interior brut (PIB), el que va ser acompanyat per un raonable increment de l'índex de preus al consum (IPC). Inicialment, el pressupost oficial de la República del Vietnam va tenir superàvit però a partir de 1961 va ser deficitari. La inversió va ser important, i en general la indústria i l'agricultura van mostrar un alt ritme de creixement. El 1955, el govern de Ngo Dinh Diem va crear el Departament de Divises del Banc Nacional que va emetre una nova moneda a reemplaçament de la piastra de la Indoxina francesa i va establir la paritat de canvi del dong amb el dòlar nord-americà en una relació de 35 a 1.
Es va realitzar una reforma agrària que es va mantenir fins al 1960. Els terrenys no utilitzats van ser apropiats i se'ls redistribuir entre els agricultors. Es va limitar la propietat sobre la terra a 1 quilòmetre quadrat per persona, la superfície en excés a aquesta quantitat havia de ser venuda al govern, i el govern al seu torn la venia novament a camperols que no tinguessin terra. Els camperols i agricultors havien de signar un contracte d'ús per la terra, i el mateix establia el pagament d'una renda per la terra. Com a resultat d'aquestes reformes agràries dos terços de la terra van quedar en mans dels terratinents rics del Vietnam del Sud. Per tant, el govern de Nguyễn Van Thieu va tornar a llançar un programa de reforma agrària per corregir aquesta situació.
El 1956, la República del Vietnam va aprovar una constitució en la qual s'especificava la creació i rol del Consell Nacional Econòmic. Aquest consell era presidit pel vicepresident de la República del Vietnam. Aquest mateix any, Vietnam es va associar al Fons Monetari Internacional (FMI). Durant el març de 1957, es va produir la Declaració del President de la Primera República (Tuyên ngôn của Tổng thống Đệ nhất Cộng hòa), Ngo Dinh Diem, en la qual es convida a estimular la inversió exterior i la domèstica i es va desenvolupar la protecció governamental dels beneficis dels inversors; així mateix, es promogueren polítiques d'estímul de la inversió (taxes d'interès preferencials, impost sobre la renda, impost sobre els ingressos, etc.).
El govern de Ngo Dinh Diem va implementar una política d'industrialització orientada a l'exportació per reemplaçar béns importats i va muntar un esquema proteccionista, barreres aranzelàries i no aranzelàries es van crear per protegir les indústries lleugeres. Com a resultat d'aquesta política es va establir la primera fàbrica de paper del Vietnam, anomenada An Hao (1961), ubicada a Bé Hoa, la qual permetia cobrir entre un 30% al 40% la demanda local de paper. Es va donar prioritat a les importacions de màquines, equips i metalls necessaris per sostenir les indústries protegides, alhora que es van afavorir les exportacions amb mesures de promoció, com ara el pagament de subsidis governamentals per a diversos productes exportats. La paritat en el canvi va ser ajustada de manera que s'impulsessin les exportacions. Les exportacions des del Vietnam van anar a poc a poc en augment des de 1955 fins a 1965. El govern va implementar les seves polítiques econòmiques de desenvolupament a través del pla quinquennal econòmic entre els anys 1957 i 1962.
Durant aquest període l'economia de la República del Vietnam va ser progressista, però els conflictes polítics i la inestabilitat institucional (conflictes armats entre faccions, cops d'estat, aparició del Front Nacional d'Alliberament del Vietnam del Sud) van limitar l'eficiència d'aquestes polítiques.